# Ruska policija
Ruska policija (rusko: полиция, tr. Policija, IPA: [pɐˈlʲitsɨjə]) je zvezna agencija za kazenski pregon v Rusiji, ki deluje pod ministrstvom za notranje zadeve. Ustanovljena je bila leta 1715 z odlokom Petra Velikega in leta 2011, ki je nadomestil Milicijo, nekdanjo policijsko službo.
Ruska zvezna policijska služba deluje v skladu z zakonom o policiji (Zakon "о полиции"), kot ga je odobrila zvezna skupščina, nato pa ga je 7. februarja 2011 podpisal tedanji predsednik Ruske federacije, Dmitrij Medvedjev.

## Zgodovina
Sistem je bil ustvarjen za zaščito javnega reda in boj proti kriminalu v Ruskem imperiju. Ponovno je bila organizirana 1. marca 2011 pod Rusko federacijo (razen obstoječih struktur, ki niso povezane z ministrstvom za notranje zadeve).

### 16. stoletje
Leta 1504 so v Moskvi namestili cheval de frize, pod katerim so bili nameščeni stražarji iz lokalnega prebivalstva. Mesto je bilo razdeljeno na območja, med katerimi so bila zgrajena vrata z rešetkami. Prepovedano je bilo gibanje po mestu ponoči ali brez razsvetljave. Kasneje je veliki princ Ivan IV ustanovil patrulje okoli Moskve za večjo varnost.
Sodnik Ivan IV je primere "o vodenih roparjih" prenesel v pristojnost častnih starešin. Pred tem so bila častna pisma podobna nagradam in so bila podeljena s peticijo prebivalstva. Ta pisma so lokalni družbi omogočala samostojno vodenje policijskega dela. V mestih je policijske funkcije vodil župan.
Roparska uprava je bila prvič omenjena leta 1571 in je obstajala neprekinjeno do 18. stoletja. Pisni viri iz Moskve omenjajo bojare in organiziran rop že od leta 1539. Konstantin Nevolin je menil, da je bila roparska uprava začasna komisija, ki je bila ustanovljena za zaključek ropov. Ker pa so se ropi le še stopnjevali, se je začasna komisija spremenila v stalni odbor, zato je uprava ropov ostala.

### 17. stoletje
Z odlokom 14. avgusta 1687 so bile zadeve roparske uprave prenesene na zemske uprave. Aprila 1649 je veliki princ Aleksis izdal odlok o sistemu mestnih blagoslovov, ki se je prej uporabljal. Z odlokom v Belem mestu (danes znanem kot Belgorod), naj bi se ustvarila ekipa pod vodstvom Ivana Novikova in uradnika Vikule Panova. Odred naj bi vzdrževal varnost in red ter varoval pred ognjem. Izdalo jih je pet mrežnih uradnikov in "ena oseba z 10 jardov" z ropotom, sekirami in vodovodnimi cevmi.
Policisti v velikih mestih so se imenovali Zemsky Yaryg. Barva uniform je bila med mesti različna. V Moskvi so bili policisti oblečeni v rdeča in zelena oblačila. Na skrinji so imeli prišiti črki "З" (Z) in "Я" (YA).
Leta 1669 so detektivi na splošno zamenjali vlogo častnih starešin.

### 18. stoletje
Policija v Sankt Peterburgu je bila leta 1715 ustanovljena kot glavna policija z odlokom Petra Velikega. Sprva je bilo osebje sanktpeterburške policije sestavljeno iz namestnika načelnika generalne policije, 4 častnikov in 36 nižjih stopenj. Uslužbenci in deset uslužbencev so opravljali pisarniško delo v pisarni glavne policijske postaje. Policija ni samo varovala reda v mestu, ampak je opravljala tudi več gospodarskih funkcij in se ukvarjala z izboljšanjem mesta - tlakovanje ulic, izsuševanje močvirnih krajev, odvoz smeti itd.
7. junija 1718 je bil general Anton de Vieira imenovan za generala Polizeimeistra. Za pomoč pri zaključku dela je bil ustanovljen glavni policijski urad in en vojaški polk je bil predan generalu Polizeimeisterju. Vse vrste tega polka so postale policisti. Po prizadevanjih generala de Vieire so leta 1721 v Sankt Peterburgu postavili prve luči in klopi za počitek.
19. januarja 1722 je upravni senat ustanovil moskovsko policijo. Ober-Polizeimeister naj bi car imenoval iz vojaških ali civilnih vrst. Po navodilih z dne 20. julija 1722 je Ober-Polizeimeister nadzoroval varovanje javnega miru v Moskvi kot vodja moskovske policijske pisarne. Med leti 1729–1731 in 1762–1764 je bil vodja moskovske policije imenovan general Polizeimeister.
23. aprila 1733 je cesarica Anna podpisala odlok "O ustanovitvi policije v mestih". Ta odlok je policiji dal pooblastilo sodišča in jim omogočil pravico do izreka kazni v kazenskih zadevah.

### 19. in 20. stoletje
Uniforma policista in kapetana posebnega žandarjskega zbora konec 19. stoletja. Ruska poštna znamka 2013. Leta 1837 je bila izdana uredba o zemski policiji, v skladu s katero je plemiško izvoljeni načelnik zemeljske policije postal vodja policije v ujezdu. Policisti, ki jih je imenovala deželna vlada, so ga ubogali. Njih pa je ubogalo petsto tisoč kmetov.
Leta 1862 je bila izvedena policijska reforma. Naslov župana je bil ukinjen; mestni sveti v tistih mestih, ki so bila podrejena okrožnemu policiji, so bili priključeni zemskim sodiščem, preimenovali so se v okrožna policijska oddelka, v tistih mestih, ki so obdržala lastno policijo, ločeno od okrožne policije, pa so jih preimenovali v mestne policijske oddelke.
Leta 1866 je bila v okrožjih Kraljevine Poljske ustanovljena zemska straža.
Leta 1866 je šef policije v Sankt Peterburgu Fjodor Trepov Aleksandru II. poslal sporočilo, v katerem je pisalo: "Pomembna vrzel v instituciji metropolitanske policije je bila odsotnost posebnega dela s posebnim namenom izvajanja raziskav za razreševanje zločinov, iskanje splošnih ukrepov za preprečevanje in zatiranje zločinov. Te odgovornosti so ležale vrste zunanje policije, ki ob celotnem bremenu policijske službe ni imela niti sredstev niti možnosti, da bi v zvezi s tem uspešno delovala. Za odpravo te pomanjkljivosti je bila predlagana ustanovitev detektivske policije."
Prvič so v ruski policiji v Sankt Peterburgu ustanovili specializirane enote za raziskovanje kaznivih dejanj in izvajanje poizvedb, kjer je bila leta 1866 pod pisarno glavnega šefa policije ustanovljena detektivska policija. Pred tem so detektivske funkcije opravljali forenzični preiskovalci in celotna policija v obliki, v kakršni je takrat obstajala. Sprva je bilo osebje kriminalistične preiskave v Sankt Peterburgu majhno, oddelek so poleg šefa njegovega pomočnika sestavljali še 4 uradniki na posebnih nalogah, 12 policijskih detektivov in 20 civilnih detektivov.
Detektivski oddelek je bil ustanovljen leta 1866 in je deloval pod policijskim oddelkom Ministrstva za notranje zadeve, do leta 1907 pa so bili podobni oddelki ustanovljeni tudi v drugih večjih mestih Ruskega cesarstva, vključno z Moskvo, Kijevom, Rigo, Odeso, Tiflisom, Bakujem, Rostov na Donu in Nižni Novgorod. Ostala okrožja so nadzorovali podeželski policisti ali enote žandarmerije.
Leta 1879 je bil ustanovljen inštitut policistov na podeželju. Policisti naj bi policistom pomagali "pri opravljanju policijskih nalog, pa tudi pri nadzoru stotnikov in delovodje."
6. avgusta 1880 je bil ukinjen Tretji oddelek lastnega kanclerja Njegovega veličanstva in ustanovljena policijska uprava.
Od leta 1889 so šefa okrožnega redarstva začeli imenovati okrožni policist.
Leta 1903 je bila na podeželju, prvotno v 46 provincah, uvedena okrožna policijska straža. Do leta 1916 se je razširil na 50 provinc.
9. avgusta 1910 je minister za notranje zadeve Pyotr Stolypin izdal navodilo za častnike detektivskih oddelkov, ki je določalo njihove naloge in strukturo. Vsak detektivski oddelek je bil sestavljen iz štirih strukturnih oddelkov:
- Osebno pridržanje.
- Iskanja.
- Opažanja.
- Pisarna za informacije.

Po ukazu Pyotra Stolypina so na policijski upravi ustanovili posebne tečaje za usposabljanje voditeljev detektivskih oddelkov. Na mednarodnem kongresu kriminalistov, ki je potekal v Švici leta 1913, je bila ruska detektivska policija priznana kot najboljša na svetu pri razreševanju zločinov.
3.500 močnih policijskih sil v Petrogradu je v glavnem nasprotovalo nemirom, ki so zaznamovali začetni izbruh februarske revolucije. Potem ko so vojaške enote, ki so garnizonirale mesto, odšle, je policija postala glavna tarča revolucionarjev in mnogi so jih pobili. Policija ruskega imperija je bila razpuščena 10. marca 1917, začasna vlada pa je 17. aprila ustanovila Ljudsko milico (Militsiya) kot nov organ pregona.

### Sovjetska milica
Sklepi začasne vlade »O odobritvi milice« in »Začasni predpisi o policiji«, izdani 17. aprila 1917, so ustanovili »ljudsko milico«. Ljudska milica je razglašena za izvršilni organ državne oblasti na lokalni ravni, "neposredno v pristojnosti zemske in mestne javne uprave".
Hkrati z državno »ljudsko milico« so sveti delavskih poslancev organizirali odrede »delavske milice« in druge oborožene formacije, ki so bile pod vplivom različnih političnih sil in včasih zunaj njih. Hkrati delavska milica ni bila podrejena komisarjem mestne milice.
Svet Petrogradske ljudske milice, ustanovljen 3. junija pod okriljem boljševikov, je prišel v konflikt z vodjo mestne milice in izdal politična gesla v zvezi z zavrnitvijo plačila dodatnih plačil za službo v delavski milici delavci, ki prejemajo polne plače v tovarnah. Najpomembnejša državna struktura bo uničena.
Načelo samoorganizacije sil reda in miru je boljševiška stranka izvajala nekaj časa po oktobru 1917. Odlok NKVD "O delavski milici" z dne 28. oktobra (10. novembra) 1917 ni predvideval organizacijske oblike aparata državne milice.
Delavska milica je imela značaj množičnih ljubiteljskih organizacij, nastala je na podlagi prostovoljnih odredov, zato ni mogla ustaviti divjanja kaznivih dejanj.
10. maja 1918 je Kolegij NKVD sprejel ukaz: »Policija obstaja kot stalno osebje oseb, ki opravljajo posebne naloge, organizacija policije naj se izvaja neodvisno od Rdeče armade, njene funkcije naj bodo strogo razmejene . "
Milica je bila ustanovljena 10. marca 1917 in je nadomestila nekdanje ruske policijske organizacije cesarske vlade. Obstajali so oddelki ljudske milice in delavske milice, ki so bili organizirani kot paravojaške policijske enote. Po razpadu Sovjetske zveze je milica v Rusiji obstajala do 1. marca 2011.

### 2011 Reforma policije
Pobuda nekdanjega predsednika Dmitrija Medvedeva je ruska policijska reforma (Zakon o policiji) stalna prizadevanja za izboljšanje učinkovitosti ruskih policijskih sil, zmanjšanje korupcije in izboljšanje javnosti 7. februarja 2011 so bile sprejete spremembe zakonov o policiji, kazenskem zakoniku in zakoniku o kazenskem postopku. Spremembe so začele veljati 1. marca 2011. Te spremembe določajo osebje organov pregona znižanje za 20%, preimenovanje ruskih organov pregona iz "militsiya" (milica) v "politsiya" (policija), znatno povišanje plač, centralizacija financiranja in številne druge spremembe. Okoli 217 milijard rubljev (7 milijard USD) je bilo dodeljenih proračun za financiranje reforme.

#### Glavne spremembe in cilji reforme
- Chief of the Main Migration Department, Major General of Police Olga Kirillova.Sprememba imena V okviru reforme se je ime ruskih organov pregona 1. marca 2011 iz sovjetskega izraza "milicija" (milica) spremenilo v bolj univerzalno "policija".[3][4]
- Zmanjšanje števila zaposlenih in povišanje plač Število policistov se je zmanjšalo za 20%, z 1,28 milijona na 1,1 milijona do leta 2012. Zmanjšanje je bilo izvedeno s celovito oceno vseh policistov. Vsa ocenjevanja so bila opravljena junija 2011 ali pred tem, tisti, ki niso ocenili, pa so izgubili službo. Odpuščeni so bili vsi častniki, ki so prej prejemali upravne kazni ali so bili povezani s kriminalnim podzemljem.[5] Za tiste častnike, ki so preživeli znižanje, so se plače povečale za 30 %.
- Centralizacija Kot rezultat reforme je bila ruska policija ustanovljena kot institucija na zvezni ravni s financiranjem v celoti iz zveznega proračuna. Po starem sistemu so bile policijske enote, odgovorne za javni red in drobne zločine, v pristojnosti regionalnih in mestnih oblasti, ki so se financirale iz regionalnega proračuna, in so bile bolj odgovorne regionalnim guvernerjem kot osrednji zvezni vladi.[6]
- Spremembe pravic policistov in pridržanih oseb Po novem bodo pridržani prejeli pravico do telefonskega klica v 3 urah po pridržanju. Pravico do odvetnika in tolmača bodo dobili tudi od trenutka pridržanja, policija pa mora pridržanega obvestiti o njihovih pravicah in dolžnostih. Policija nima več pravice izvajati in zahtevati preverjanja finančnih in poslovnih dejavnosti podjetja. Policija državljana tudi ne sme več pridržati eno uro samo zato, da bi preverila njegovo identiteto.[7]

Tako je bil 7. avgusta 2010 predlagan nov zakon Zakon "O policiji" (isti predlog zakona s spremenjenimi imeni "militsiya" v "policija").
Novi predlog zakona je nadaljevanje nasprotne politike reforme iz leta 2002, torej še večje centralizacije. Ustanove milice javne varnosti in kriminalne milice se ukinjajo. Za razliko od mlicev, ki so delno podrejeni avtoriteti subjekta federacije, policija s subjektom federacije ni povezana (po predlogu zakona).
Približno 5 milijonov ljudi je sodelovalo v spletni razpravi predloga zakona o policiji, ki je edinstven za Rusijo. Posledično je osnutek zakona v primerjavi s prvotno obliko doživel pomembne spremembe, povezane s pooblastili nove strukture. Zlasti določbe, da lahko policisti prosto vstopajo v prostore državljanov, pripadajoče jim zemljiške parcele, na ozemljih, zemljiščih in prostorih, ki jih zasedajo javna združenja in organizacije, pa tudi "domneva zakonitosti" policije, ki povzročil največ kritik ("Zahteve policista, naslovljene na državljane in uradnike, ter dejanja, ki jih je sprejel, se štejejo za zakonite, dokler ni drugače določeno na način, ki ga predpisuje zakon"), čeprav je bilo po besedah opozicijskih politikov to besedilo zastrta in ni izključena.
Kljub kritikam nekaterih segmentov družbe in številnih opozicijskih političnih strank je bil osnutek zakona sprejet v prvi obravnavi 10. decembra 2010. Državna duma je v petek, 28. januarja 2011, sprejela osnutek zakona "o policiji" v končnem tretjem branju. Za sprejem zakona je glasovalo le 315 poslancev, 130 jih je bilo proti, vzdržanih ni bilo.
Prvotno je bilo načrtovano, da bo novi zakon začel veljati januarja 2011, vendar je policija v Rusiji uradno oživela 1. marca 2011.
1. marca 2011 je začel veljati zakon o policiji, s 1. januarjem 2012 pa so vsi prejšnji simboli policije postali neveljavni.

## Oznake
Ruski policisti nosijo uniforme v skladu z odredbo Ministrstva za notranje zadeve Ruske federacije z dne 26. julija 2013 N 575 „O odobritvi pravil za nošenje uniform, oznak in oddelčnih oznak s strani uslužbencev organov za notranje zadeve Ruske federacije «.
Znak posebnega odlikovanja častnikov operativnih polkov ruske policije je črna baretka.
Za zaposlene v turistični policiji znak za rokave z napisom “ТУРИСТИЧЕСКАЯ ПОЛИЦИЯ TURISTIČNA POLICIJA“ in rusko zastavo.

Policisti, ki so usposobljeni za nošenje kostanjeve baretke, lahko nosijo kostanjevo baretko.
- Patch of affiliation to the Ministry of Internal Affairs of Russia
- Patrol Police Patch
- Traffic Police Patch
- Transport Police Patch

### Policijski čini
Ruska policija ne uporablja čina desetnika.
Policisti
Predloga:Ranks and Insignia of Non NATO Armed Forces/OF/Blank
| Russia | No equivalent | No equivalent | Colonel General                                           | Colonel General                                           | Lieutenant General                                 | Lieutenant General                                 | Major General                                                | Major General                                                | Colonel                                                | Colonel                                                | Lieutenant Colonel                                  | Lieutenant Colonel                                  | Major                                         | Major                                         |                                      |                                      |                                    |                                    |                                                         |                                                         |                                    |                                    |                                       |                                       |                         |                         |                         |                         |                         |                         |                         |                         |                         |                         |                         |                         |
| Russia | No equivalent | No equivalent | General of the Police (Генерал полиции) (Chief constable) | General of the Police (Генерал полиции) (Chief constable) | Colonel General (Генера́л-полко́вник) (Commissioner) | Colonel General (Генера́л-полко́вник) (Commissioner) | Lieutenant general (Генера́л-лейтена́нт) (Deputy commissioner) | Lieutenant general (Генера́л-лейтена́нт) (Deputy commissioner) | Major general (Генера́л-майо́р) (Assistant commissioner) | Major general (Генера́л-майо́р) (Assistant commissioner) | Colonel (Полко́вник) (Deputy assistant commissioner) | Colonel (Полко́вник) (Deputy assistant commissioner) | Lieutenant Colonel (Подполко́вник) (Commander) | Lieutenant Colonel (Подполко́вник) (Commander) | Major (Майо́р) (Chief superintendent) | Major (Майо́р) (Chief superintendent) | Captain (Капита́н) (Superintendent) | Captain (Капита́н) (Superintendent) | Senior Lieutenant (Старший лейтенант) (Chief inspector) | Senior Lieutenant (Старший лейтенант) (Chief inspector) | Lieutenant (Лейтенант) (Inspector) | Lieutenant (Лейтенант) (Inspector) | Junior Lieutenant (Младший лейтенант) | Junior Lieutenant (Младший лейтенант) | Cadet (Курсант полиции) | Cadet (Курсант полиции) | Cadet (Курсант полиции) | Cadet (Курсант полиции) | Cadet (Курсант полиции) | Cadet (Курсант полиции) | Cadet (Курсант полиции) | Cadet (Курсант полиции) | Cadet (Курсант полиции) | Cadet (Курсант полиции) | Cadet (Курсант полиции) | Cadet (Курсант полиции) |

Vpoklicano osebje
Predloga:Ranks and Insignia of Non NATO Navies/OR/Blank
|        | Junior Supervising Staff | Junior Supervising Staff | Junior Supervising Staff | Junior Supervising Staff | Junior Supervising Staff | Junior Supervising Staff | Junior Supervising Staff | Junior Supervising Staff | Junior Supervising Staff | Junior Supervising Staff | Junior Supervising Staff      | Junior Supervising Staff      | Junior Supervising Staff      | Junior Supervising Staff      | Junior Supervising Staff      | Junior Supervising Staff      | Junior Supervising Staff          | Junior Supervising Staff          | Junior Supervising Staff          | Junior Supervising Staff          | Junior Supervising Staff          | Junior Supervising Staff          |               |               |               |               | Private Staff                            | Private Staff                            | Private Staff                            | Private Staff                            | Private Staff                            | Private Staff                            | Private Staff                            | Private Staff                            |             |             |
| ------ | ------------------------ | ------------------------ | ------------------------ | ------------------------ | ------------------------ | ------------------------ | ------------------------ | ------------------------ | ------------------------ | ------------------------ | ----------------------------- | ----------------------------- | ----------------------------- | ----------------------------- | ----------------------------- | ----------------------------- | --------------------------------- | --------------------------------- | --------------------------------- | --------------------------------- | --------------------------------- | --------------------------------- | ------------- | ------------- | ------------- | ------------- | ---------------------------------------- | ---------------------------------------- | ---------------------------------------- | ---------------------------------------- | ---------------------------------------- | ---------------------------------------- | ---------------------------------------- | ---------------------------------------- | ----------- | ----------- |
| Russia |                          |                          |                          |                          |                          |                          |                          |                          |                          |                          |                               |                               |                               |                               |                               |                               |                                   |                                   |                                   |                                   |                                   |                                   | No equivalent | No equivalent | No equivalent | No equivalent |                                          |                                          |                                          |                                          |                                          |                                          |                                          |                                          | No insignia | No insignia |
| Russia | Senior Praporshchik      | Senior Praporshchik      | Senior Praporshchik      | Praporshchik             | Praporshchik             | Praporshchik             | Starshina                | Starshina                | Sergeant major           | Sergeant major           | Sergeant (Сержант) (Sergeant) | Sergeant (Сержант) (Sergeant) | Sergeant (Сержант) (Sergeant) | Sergeant (Сержант) (Sergeant) | Sergeant (Сержант) (Sergeant) | Sergeant (Сержант) (Sergeant) | Junior Sergeant (Младший сержант) | Junior Sergeant (Младший сержант) | Junior Sergeant (Младший сержант) | Junior Sergeant (Младший сержант) | Junior Sergeant (Младший сержант) | Junior Sergeant (Младший сержант) | No equivalent | No equivalent | No equivalent | No equivalent | Police officer (Полицейский) (Constable) | Police officer (Полицейский) (Constable) | Police officer (Полицейский) (Constable) | Police officer (Полицейский) (Constable) | Police officer (Полицейский) (Constable) | Police officer (Полицейский) (Constable) | Police officer (Полицейский) (Constable) | Police officer (Полицейский) (Constable) | Cadet       | Cadet       |

Policijski čin s štirimi zvezdicami je general policije Rusije (Генерал полиции Российской Федерации). Čin je bil nedavno določen.

## Centralna uprava
1. Služba kriminalistične policije: Oddelek za kriminalistične preiskave (rusko: Уголовный розыск)
  - Glavni urad za kriminalistične preiskave
  - Glavni direktorat za vzdrževanje javnega reda (patruljna policija) (rusko:Главное управление по обеспечению охраны общественного порядка)
  - Glavni direktorat za varnost v cestnem prometu (prometna policija) (rusko:Государственная инспекция безопасности дорожного движения)
  - Glavni urad za boj proti gospodarskim in davčnim kaznivim dejanjem (rusko:Отдел борьбы с экономическими преступлениями)
  - Urad za informacije o operativnih preiskavah
  - Urad za usklajevanje službe kriminalistične policije
  - Glavni urad za notranje zadeve za promet
  - Urad za krizne razmere
  - Urad za preskrbo z viri
  - Urad za finance in gospodarstvo
2. Logistična služba
  - Urad za materialno in tehnično podporo
  - Urad za usklajevanje logistične službe
  - Zdravniška pisarna
  - Oddelek za finance in gospodarstvo
  - Urad za komunikacijo in avtomatizacijo
  - Urad za kapitalske gradnje
  - Urad za splošne storitve
3. Neodvisni oddelki
  - Glavni urad za notranjo varnost (rusko:Главное управление собственной безопасности МВД России)
  - Preiskovalni urad (rusko:Следственное управление)
  - Glavni urad za izvrševanje mamil (nekdanja ruska zvezna služba za nadzor drog) (rusko:Главное управление по контролю за оборотом наркотиков)
  - Glavna pisarna za vprašanja migracij (nekdanja zvezna migracijska služba) (rusko:Главное управление по вопросам миграции)
  - Nadzorno-revizijska pisarna
  - Forenzično strokovno središče
  - Nacionalni centralni urad za Interpol
  - Urad za mobilizacijsko usposabljanje
  - Glavni center za informacije
  - Glavna pravna pisarna
  - Urad za mednarodno sodelovanje
  - Urad za informacijske regionalne stike

## Oprema

### Prevoz
Ruska policija uporablja številne različne modele avtomobilov, ki se zelo razlikujejo po starosti in tehničnih specifikacijah.
| - Lada Priora - Lada Samara 2 - Lada Granta - Lada Vesta - Audi A6 - BMW 5 Series - Daewoo Nexia - Fiat Albea - Fiat Bravo (2007) - Fiat Doblò - Ford Explorer - Ford Focus - Ford Kuga - Ford Mondeo - Honda Accord - Hyundai i40 - Hyundai Solaris - Hyundai Sonata - Kia Rio - Mitsubishi Pajero - Nissan Almera - Nissan Almera Classic - Nissan Teana - Opel Astra - Renault Logan - Volkswagen Passat - Skoda Octavia - Skoda Rapid - Volkswagen Polo - Toyota Camry - Toyota Corolla - Toyota Land Cruiser 200 - Kia Sorento - Land Rover Defender - Mercedes-Benz C-Class - Mercedes-Benz E-Class - Mercedes-Benz G-Class - Mercedes-Benz GLK-Class - Audi R8 | - GAZelle - UAZ-452 - GAZ-3302 - Fiat Ducato - Ford Transit | - Lada Niva (in Chevrolet Niva) - UAZ-469 - UAZ Patriot | - GAZ-2975 "Tigr" - BPM-97 - BMP-2 - BTR-80 - BTR-82A |  |

- Police car in Saint Petersburg
- Lada 4x4 Niva
- The shorter GAZ Sobol as a police van
- Automobile-van 572060 also known as VM-4320 on Ural-4320 chassis
- Ford Focus and Kamaz
- police buses PAZ-3205 in Moscow
- GAZelle van
- UAZ Patriot Sport police vehicle
- GAZon NEXT prisoner transport vehicle

### Orožje
- AK-47M
- AKS-74U
- AS Val
- OTs-14 Groza
- PP-19 Bizon
- Karabin 9A-91
- Puška A-91
- Pištola Makarov
- OTs-02 Kiparis
- PP-91 KEDR
- Puška Saiga-12S
- MP-443 Grach pištola
- Pištola GSh-18
- PP-2000
- Puška KS-23
- Vityaz-SN
- CZ-75
- AEK-971